# رشا عدلي
رشا عدلي (1976 -) هي روائية مصرية.

## حياتها
من مواليد 1976، صدر لها العديد من الروايات والإصدارات الأدبية.

## السيرة الذاتية
رشا عدلي روائية مصرية وفنانة تشكيلية ولدت في عام 1976 في محافظة القاهرة، مصر. وحصلت على الدبلوم العالي في تاريخ الفن التشكيلي من «أكاديمية لايم للفنون».
بدأت مسيرة عدلي في الكتابة عبر مدونة في عام 2007، لكن مسيرتها الأدبية الحقيقية لم تبدأ حتى عام 2010، حينما أصدرت أول عمل روائي لها بعنوان «صخب الصمت» الصادر عن دار كيان للنشر والتوزيع. ثم نشرت بعد ذلك كتاب «القاهرة المدينة والذكريات» في عام 2011، ويعدُ هو الكتاب الوحيد لعدلي من بين ثمانِ روايات لها.
استمرت عدلي في نشر الروايات حتى عام 2017 حينما نشرت روايتها السادسة «شغف» والتي كانت نقلة في مسيرتها الأدبية حيث رشحت ضمن القائمة الطويلة للجائزة العالمية للرواية العربية في عام 2018. كما تُرجمت هذه الرواية إلى اللغة الإنجليزية من قبل الجامعة الأمريكية بالقاهرة. وتعتبر رواية تاريخية تدور أحداثها بين زمنين مختلفين وتكون حلقة الوصل بينهما لوحة فنية تعود لأيام الحملة الفرنسية بقيادة نابليون، تجدها الباحثة التاريخية ياسمين، وهي لفتاة مصرية تدعى زينب والتي وقع في حبها نابليون، لكنها وقعت في حب فنان تشكيلي فرنسي متمرد. ويكمن السر وراء اسم الرواية «شغف» هو أن لكلاً من أبطال الرواية شغف نحو أمراً ما، ينتهي بهم المطاف في اكتشافه.
وكذلك وصلت رواية عدلي «آخر أيام الباشا» للقائمة الطويلة لنفس الجائزة في 2020. وهي الرواية التي تسعى فيها عدلي إلى تغيير كلي للصورة التي رسمها التاريخ عن «محمد علي باشا» والتشكيك في معلومات كانت أصبحت مسلمات عند البعض، ويحدث هذا عن طريق «جهاد» بطل الرواية المعجب بشخصية الباشا والذي يخوض رحلته في تصحيح الصورة الظالمة التي أُقحم فيها الباشا. ويغلب على روايات عدلي القالب التاريخي ويرجع ذلك إلى دراستها لتاريخ الفن. فيتضح هذا الجانب بوضوح في روايات مثل «صخب الصمت» و«شغف» و «آخر أيام الباشا» و«على مشارف الليل»  وكذلك في كتابها «القاهرة المدينة والذكريات». كما استخدمت عدلي تقنية الزمن المتعدد في ثلاث روايات: «شغف» و«آخر أيام الباشا» و«على مشارف الليل» حيث تشترك هذه الروايات الثلاث بوجود زمنين مختلفين يربطهم عامل مشترك ما.

## أعمالها ومؤلفاتها

رواية شغف لرشا عدلي

### روايات
- «صخب الصمت»، كيان للنشر والتوزيع، 2010
- «الحياة ليست دائما وردية»، دار نهضة مصر للنشر، 2012
- «الوشم»، دار نهضة مصر للنشر، 2013
- «نساء حائرات»، دار الياسمين الإماراتية للنشر، 2014
- «شواطئ الرحيل»، دار نهضة مصر، 2015
- «شغف»، الدار العربية للعوم ناشرون، 2017
- «آخر أيام الباشا»، الدار العربية للعلوم ناشرون، 2019 (ردمك: 9786140128002)
- «على مشارف الليل»، الدار العربية للعلوم، 2020
- «قطار الليل إلي تل أبيب“»، الدار العربية للعلوم 2021.
- «جزء ناقص من الحكاية»، 2024.[12]

### كتب
- «القاهرة المدينة والذكريات»، نهضة مصر للنشر، 2012 (ردمك: 9771444883)

## الجوائز والترشيحات
- ترشحت روايتها «شغف» ضمن القائمة الطويلة للجائزة العالمية للرواية العالمية في عام 2018.
- ترشحت روايتها «آخر أيام الباشا» ضمن القائمة الطويلة للجائزة العالمية للرواية العربية في عام 2020.
- حصلت الترجمة الإنجليزية لرواية شغف على جائزة بانيبال العالمية للترجمة عام 2022[13]
- وصلت النسخة الإنجليزية من رواية شغف للقائمة الطويلة لجائزة دبلن الأدبية لعام 2022[14]
- حصلت روايتها أنت تشرق أنت تضيء على جائزة كتارا عن افضل عمل روائي 2023.